# Is-en-Bassigny
Is-en-Bassigny település Franciaországban, Haute-Marne megyében. Lakosainak száma 538 fő (2022. január 1.). Is-en-Bassigny Val-de-Meuse, Ninville, Nogent, Rangecourt és Sarrey községekkel határos.

## Népesség
A település népességének változása:
| Lakosok száma | 567  | 585  | 592  | 573  | 568  | 547  | 542  | 545  | 547  | 538  |
|               | 1968 | 1982 | 1990 | 2006 | 2013 | 2015 | 2017 | 2019 | 2020 | 2022 |